# Maithripala Sirisena
Pallewatte Gamaralalage Maithripala Yapa Sirisena, mais conhecido como Maithripala Sirisena em cingalês:  මෛත්‍රිපාල සිරිසේන,em tâmil:  மைத்திரிபால சிறிசேன (3 de setembro de 1951) é um político cingalês e foi presidente do Sri Lanka, de 2015 a 2019.
Sirisena ingressou as políticas corrente principal em 1989 como um membro do Parlamento do Sri Lanka e teve vários postos desde 1994. Ele foi o secretário-geral do Partido da Liberdade do Sri Lanka (Sri Lanka Freedom Party - SLFP) e o Ministro da Saúde até novembro de 2014 quando ele anunciou sua candidatura para a eleição presidencial de 2015 como candidato comum da coalizão da oposição. Sua vitória na eleição é geralmente veem como uma surpresa, chega a o cargo político por os votos do eleitorado cingalês rural alternativo e as minorias tâmil e muçulmana que foi alienando do governo Rajapaksa na reconciliação pós-guerra e a violência sectária crescente. Suas votas foi mais anti-Rajapaksa do que pró-Sirisena. Maithripala Sirisena prometi que implementar uma programa da reforma de 100 dias quando ele prometi de reequilibrar a divisão executivo dentro 100 dias de se elegeu, por do reforço o judiciário e o paralamento do Sri Lanka, de brigar a corrupção, e de investigar alegações dos crimes de guerra de 2009, de revogar a Emenda Constitucional nº 18 controversa, de reinstalar a Emenda Constitucional nº 17 e de apontar o líder do Partido Nacional Unido (United National Party - UNP) Ranil Wickremesinghe como Primeiro-Ministro.
Em janeiro de 2015, ele concorreu e venceu seu oponente Mahinda Rajapaksa nas eleições presidenciais. No dia 9 daquele mês, ele foi empossado no cargo.

## Vida ceda e carreira
Maithripala Sirisena nasceu em 3 de setembro de 1951 em Yagoda, uma aldeia no atualmente Distrito de Gampaha. Ele é o filho do Albert Sirisena, um veterano da Segunda Guerra Mundial. Albert Sirisena foi premiado cinco acres de arrozal em Polonnaruwa perto de Parakrama Samudra por Don Stephen Senanayake, o primeiro primeiro ministro de Sri Lanka. A mãe do Maithripala Sirisena foi uma professora.
Ele foi educado a Thopawewa Maha Vidyalaya e Royal College em Polonnaruwa onde desenvolveu uma interessa pela política. Enquanto ainda ele estava na escola, como um adolescente, Sirisena se interessou pelo comunismo e se ingressou o Partido Comunista e tornava associado com Nagalingam Shanmugathasan nas atividades do partido. Em 1968, ele participou numa manifestação do partido comunista anti-governo que foi quebrado por polícia que disparou com cassetetes.
Quando ele tinha 17 anos, ele foi escolhido como o secretário da Organização Juvenil do Partido da Liberdade do Sri Lanka por um Membro do Parlamento SLFP para Polonnaruwa, Leelaratna Wijesingha. Em 1971, quando ele tinha 19 anos, ele foi encarcerado por 15 meses por seu suposto envolvimento na insurreição de Janatha Vimukthi Peramuna (que significa em sinhala: "Frente de Liberação dos Povos"). Depois de sua soltura da prisão, Sirisena se ingressou o All Ceylon SLFP Youth Organization que liderava por Anura Bandaranaike e Sirisena ingressou a política ao nível nacional. Depois de servir instituições estaduais várias, Sirisena obteve adesão em o SLFP em 1978. Em 1974, Sirisena começou a trabalhar à Sociedade Cooperativa Multiuso de Palugasdamana (em inglês: Palugasdamana Multi Purpose Cooperative Society) como um oficial de compras e em 1976 ele se tornou um Grama Niladhari (que significa em sinhala "oficial de aldeia"), mas ele se demitiu em 1978. Ele levantou pelas posições da SLFP, ele ingressou o politburo dela, onde ele foi escolhido como o Presidente da Organização Juvenil da Partida Liberade do Sri Lanka da Toda da Ilha (All Island SLFP Youth Organisation), e também mais tarde ele serviu como o Tesoureiro. Durante a Votação Presidencial em 1981, quando Basil Rajapaksa ingressou o Partido Nacional Unida (United National Party), ele tomou a responsabilidade do secretário da organização. Ele estudou no Escola Agricultura Srilankesa, (Sri Lanka School of Agriculture), Kundasale, onde ele ganhou um diploma em agricultura em 1973. Em 1980, ele ganhou um diploma em ciência política do Instiuto de Literatura Maksim Gorki na Rússia.

## Carreira legislativa
Sirisena candidatou-se para a eleição parlamentar srilankesa em 1989 como um candidato do Partido da Liberadade do Sri Lanka no Distrito de Polonnaruwa e foi eleito para o Parlamento. Em 1994, ele foi reeleito como um membro da Aliança do Povo (People's Alliance - PA). Em 1997, pela primeira vez, ele foi designado como Secretário Geral do Sri Lanka Freedom Party mas mais tarde ele demitiu-se. Em agosto de 2000, Sirisena tentou se tornar Secretário-Geral do Sri Lanka Freedom Party, mas ele foi derrotado por Dissanayake Mudiyanselage Sumanaweera Banda Dissanayake, mas Sirisena foi designado como um deputado-presidente do Sri Lanka Freedom Party. Ele se tornou Secretário-Geral do Sri Lanka Freedom Party em outubro de 2001, após a defeção do Dissanayake ao United National Party.

### Ministro do Desenvolvimento de Mahaweli
Em 1994, Sirisena foi designado como Deputado-Ministro da Irrigação no novo governo PA dirigido por Chandrika Bandaranaike Kumaratunga. Em 1997, Presidente Kumaratunga promoveu Sirisena para o Gabinete como o Ministro do Desnvolvimento de Mahaweli. Enquanto ele estava neste cargo, ele iniciou muitas subvenções para melhorar a comunidade agrícola. Também, ele foi responsável por influenciar a decisão do governo de dar a cada fazendeiro um saco de fertilizante por Rs. 350 para combater a crise de comida naquele tempo. Ele também salvou de privatização a Diretoria de Marketing de Arrozal (em inglês: Paddy Marketing Board), convertendo numa instituição governamental quando ele se tornou o Ministro de Agricultura em 2005. A Diretoria de Marketing de Arrozal continua regulamentar preços de arrozal até hoje. Ele também começou projetos importantes de irrigação como os Rios Moragahakanda, Kalu, e Walawe. Ele foi reeleito membro do parlamento em 2000 e reteve sua pasta ministerial.

### Oposição
Ele foi reeleito na eleição parlamentar em 2001, mas a PA perdeu a eleição, assim, Sirisena perdeu sua posição ministerial.
Em janeiro de 2004, O Sri Lanka Freedom Party se juntou com o Janatha Vimukthi Peramuna para formar a Aliança da Liberdade do Povo Unido (em inglês: United People's Freedom Alliance - UPFA; em cingalês: එක්සත් ජනතා නිදහස් සන්ධානය Eksath Janathā Nidahas Sandānaya). Em 2004, Sirisena foi reeleito como um candidato UPFA na eleição parlamentar em 2004. No novo governo da UPFA em abril de 2004, Presidente Kumaratunga nomeou ele como Ministro do Desenvolvimento da Bacia Fluvial e Desenvolvimento de Rajarata. Também ele foi nomeado como Líder da Câmara. Em julho de 2005, A pasta ministerial de Sirisena foi renomeado como Ministro da Irrigação, Mahaweli e Desenvolvimento de Rajarata. Em agosto de 2005, ele se demitiu como Líder da Câmara.